# Dastarcus constrictus
Dastarcus constrictus is een keversoort uit de familie knotshoutkevers (Bothrideridae). De wetenschappelijke naam van de soort werd in 1908 gepubliceerd door Antoine Henri Grouvelle.